# Araçariguama
Araçariguama is een gemeente in de Braziliaanse deelstaat São Paulo. De gemeente telt 13.208 inwoners (schatting 2009).

## Aangrenzende gemeenten
De gemeente grenst aan Cabreúva, Itu, Pirapora do Bom Jesus, Santana de Parnaíba en São Roque.